# 逃亡僵尸岛
《逃亡僵尸岛》（The Rezort）是一部2015年上映的英国丧尸恐怖片，由史蒂夫·巴克执导，保罗·格斯滕伯格（Paul Gerstenberger）编剧，多格雷·斯科特、杰西卡·德·古维及马丁·麦凯恩主演。剧情讲述人类在与丧尸的毁灭性战争中获胜后，少数幸存的丧尸被圈养在一座安保严密的岛屿上，供游客进行狩猎运动。当岛上的安全系统出现故障时，丧尸开始攻击游客，世界也面临着新一轮丧尸爆发的危机。

## 剧情
人类在一场导致20亿人死亡的丧尸战争中获胜后，仅存的丧尸被圈养在一座岛上，一家名为“Rezort”的豪华度假村为游客提供猎杀丧尸的狩猎运动。游客中包括一对年轻情侣路易斯（Lewis）和梅兰妮（Melanie），他们希望借此克服梅兰妮因丧尸战争留下的心理创伤；一位沉默寡言的退伍军人阿彻（Archer）；两名青少年电子游戏玩家杰克（Jack）和阿尔菲（Alfie）；以及在婚礼前被未婚夫抛弃的萨迪（Sadie）。众人与度假村老板瓦莱丽·威尔顿（Valerie Wilton）见面后，阿彻看到萨迪潜入一间控制室。萨迪在控制室里黑入了主机系统，导致系统运行变得不稳定。工程师们因担心自己系统安全的疏忽会让他们丢掉工作，于是在尝试修复系统的同时对此事保持了沉默。
在与向导内文斯（Nevins）会合后，游客们离开度假村开始猎杀丧尸。第一批丧尸被原地束缚，游客们轻松地将其杀死。第二批丧尸则可以自由活动，游客们从安全距离外进行狙击。尽管路易斯在一旁催促，梅兰妮始终无法下手开枪。阿彻则接连精准爆头，让其他人大为惊讶，他后来解释说，他来这里是因为猎杀丧尸是他唯一擅长的事情。内文斯带领他们到一个安全地点过夜。梅兰妮和萨迪都睡不着，她们讨论起将猎杀丧尸作为运动的伦理问题，萨迪认为这会导致人们对伤害生者的抑制力降低。
在几次系统故障后，度假村的安保系统完全离线。丧尸从围栏中逃出，感染了度假村内的游客和工作人员。威尔顿逃回自己的办公室，并封死了身后的门，任由剩下的工程师们自生自灭。身处狩猎区的游客们并未意识到度假村内发生的一切，直到挣脱束缚的丧尸前来攻击他们。阿尔菲在混战中被杀。内文斯告诉众人，作为最后的安全措施，整座岛屿将在几小时后被燃烧弹轰炸，他们唯一的希望就是逃到码头。内文斯的路虎卫士无法启动，阿彻只能带领众人徒步前往码头。在通过一个安检站时，内文斯被咬伤并受到感染。路易斯一枪爆头杀死了内文斯，这让梅兰妮非常愤怒。
在前往码头的途中，阿彻威胁萨迪，要求她坦白与度假村系统问题有关的实情，否则就将她抛下。萨迪承认自己是一个丧尸权利活动组织的成员，并称她只是从度假村的主机中复制文件，以证明度假村的危险和不道德行为。杰克指出，她其实是被利用了，她的行为给系统植入了病毒，目的就是要摧毁度假村。虽然对萨迪的行为感到愤怒，梅兰妮仍向她保证不会抛弃她。在丧尸的攻击下，众人被困在隧道中；阿彻、梅兰妮和路易斯走一条路，杰克和萨迪走另一条路。萨迪被丧尸咬伤，为了给杰克争取逃跑时间而牺牲了自己。临死前，她将证据交给了杰克。
杰克与其他几人会合，他们进入了度假村内部。在穿过一个安保区域时，他们发现度假村一直在利用一个慈善幌子组织，将难民引诱到岛上，再将他们变成丧尸。杰克随后被咬伤，阿彻杀死了他。当阿彻和梅兰妮抵挡丧尸时，路易斯抛下他们独自逃跑。阿彻让梅兰妮快逃到码头，自己则似乎准备牺牲。在控制室附近，梅兰妮遇到了同样已被咬伤的路易斯。她没有杀他，而是把手枪递给了他。此时梅兰妮遭到攻击，但威尔顿救了她。梅兰妮指责威尔顿比丧尸还要可恶；当威尔顿攻击她时，惊动了附近的一群丧尸，它们破门而入并杀死了威尔顿。在燃烧弹轰炸开始时，梅兰妮跳入海中逃离了度假村。获救后，她揭露了度假村的全部罪行；原来同样逃出生天的阿彻在电视上看到了这一幕。梅兰妮说，人类在赢得战争的同时，也失去了人性。在她警告新一轮丧尸战争可能爆发后，新闻节目切入一个海滩正在遭受丧尸攻击的现场直播画面。

## 演员阵容
- 多格雷·斯科特 饰 阿彻（Archer）
- 杰西卡·德·古维（英语：Jessica De Gouw） 饰 梅兰妮·吉布斯（Melanie Gibbs）
- 马丁·麦凯恩（英语：Martin McCann (actor)） 饰 路易斯·埃文斯（Lewis Evans）
- 贾萨·阿鲁瓦利亚（英语：Jassa Ahluwalia） 饰 杰克（Jack）
- 劳伦斯·沃克（Lawrence Walker） 饰 阿尔菲（Alfie）
- 埃伦·里斯（英语：Elen Rhys） 饰 萨迪（Sadie）
- 肖恩·鲍尔 (演员)（英语：Sean Power (actor)） 饰 斯宾塞（Spencer）
- 沈凯文（Kevin Shen） 饰 内文斯（Nevins）
- 克莱尔·古斯（英语：Claire Goose） 饰 瓦莱丽·威尔顿（Valerie Wilton）
- 罗伯特·弗斯（Robert Firth） 饰 肯尼思·瓦兰图姆（Kenneth Varantoom）

## 上映
该片于2015年6月22日在BFI南岸影院首次放映。2016年4月22日在西班牙有限上映。2016年6月15日在菲律宾上映。

## 回响
Bloody Disgusting网站的帕特·托尔夫（Pat Torfe）给本片打了3/5星，并写道：“影片有娱乐性，但属于那种看完就忘的快餐式电影。”Fansided网站的杰里米·迪克（Jeremy Dick）则称该片“就像是《侏罗纪公园》的丧尸版”。